# Via Férrea de Talyllyn

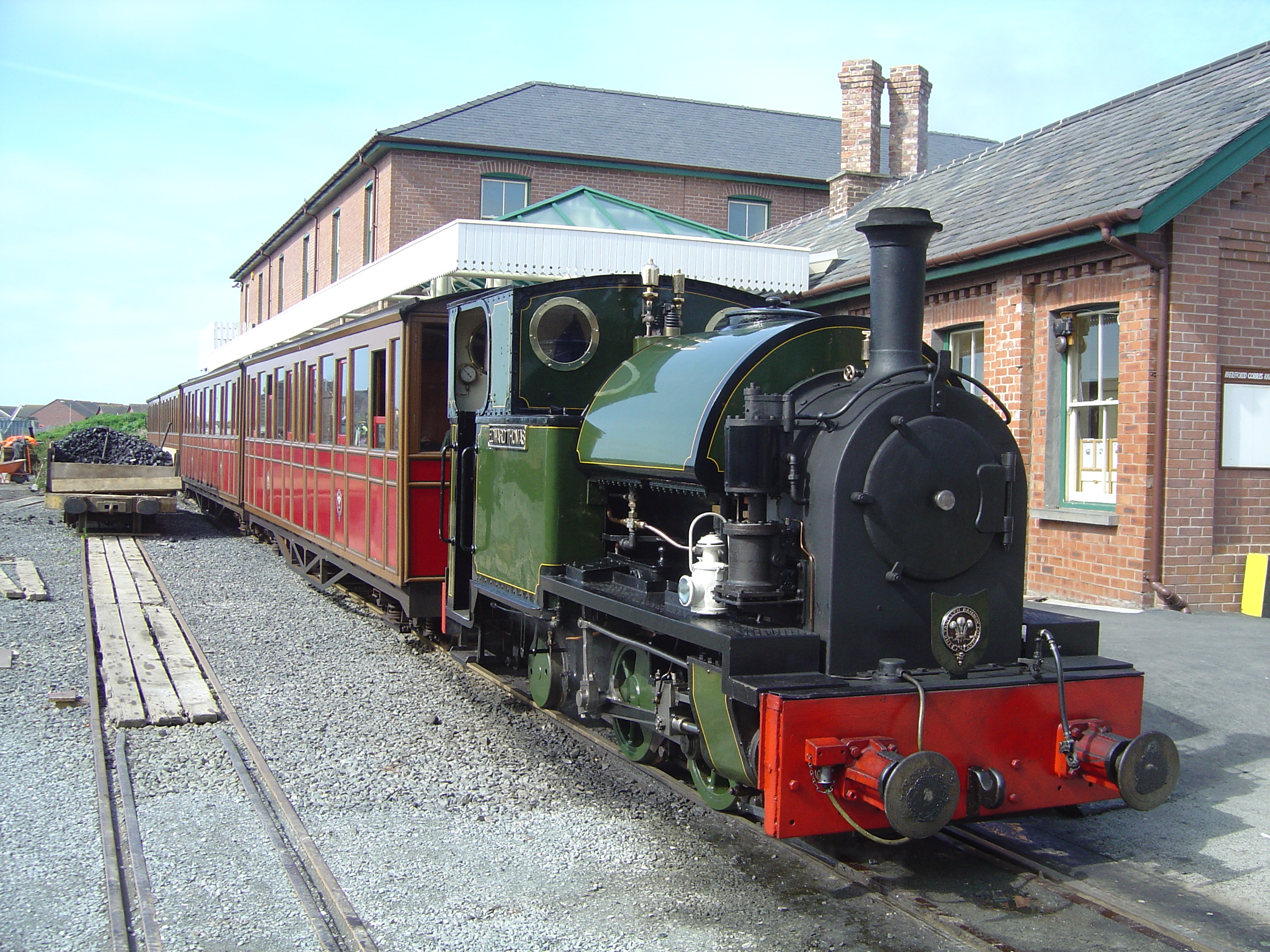
Locomotiva Nº. 4 Edward Thomas na estação Tywyn Wharf – Abril de 2005.

A Via Férrea de Talyllyn (em galês: Rheilffordd Talyllyn) é uma via férrea estreita no País de Gales, um patrimônio histórico que percorre 11,67 km de Tywyn na costa da região galesa central até Nant Gwernol, perto do povoado de Abergynolwyn. A linha foi inaugurada em 1866 para a realização do transporte de ardósia das pedreiras em Bryn Eglwys até Tywyn, e foi a primeira via férrea estreita na Grã-Bretanha autorizada pelo Ato do Parlamento a transportar passageiros por meio de tração a vapor. Apesar de grave falta de investimento, a via permaneceu aberta, e em 1951 tornou-se a primeira via férrea no mundo a ser protegida por voluntários como patrimônio ferroviário.